# Чагарниця рудоголова
Чагарни́ця рудоголова (Garrulax strepitans) — вид горобцеподібних птахів родини Leiothrichidae. Мешкає в Південно-Східній Азії. Камбоджійська чагарниця раніше вважалася конспецифічною з рудоголовою чагарницею.

## Опис
Довжина птаха становить 28–31,5 см. Забарвлення переважно коричнювато-сіре. Тім'я рудувато-коричневе, решта голови і горло коричнювато-чорні, за очима сині плями. Голова і груди відділена від решти тіла білим "комірцем". Очі темні, дзьоб і лапи сірі.

## Поширення і екологія
Рудоголові чагарниці мешкають в М'янмі, західному Таїланді, північному Лаосі та на південному заході китайської провінції Юньнань. Вони живуть у рівнинних і гірських вологих тропічних лісах. Зустрічаються на висоті від 500 до 1800 м над рівнем моря.